# Альберт Гофманн
А́льберт Хо́фманн (нім. Albert Hofmann; нар. 11 січня 1906 — пом. 29 квітня 2008) — швейцарський хімік і літератор, широко відомий як «батько» ЛСД.

## Біографія
Альберт Гофманн народився в Бадені (Швейцарія) й був старшим із чотирьох дітей у родині. У підлітковому віці йому довелося займатися торгівлею, щоб підтримувати родину й хворого батька. Однак він посилено займався самоосвітою, одержуючи грошову допомогу від свого хрещеного. Навчався хімії в Університеті Цюріха. Основна зацікавленість — хімія рослин і тварин. Пізніше Гофманн провів важливі дослідження хімічної структури, загальної для всіх тварин, речовини хітину — за цю роботу він одержав докторський ступінь. Гофманн увійшов у хіміко-фармацевтичний підрозділ «Sandoz Laboratories» (зараз «Novartis»), що в Базелі, почав вивчати лікарські рослини: морську цибулю та грибок ріжки, як частину програми з очищення й синтезу активних компонентів для використання у фармацевтичних цілях.
Його дослідження лізергінової кислоти, центрального загального компонента алкалоїдів ріжків, в остаточному підсумку привело до синтезу LSD-25 у 1938 році. Через 5 років, повторюючи синтез майже забутої речовини, доктор Альберт Гофманн відкрив психоделічний ефект LSD після випадкової абсорбції речовини через кінчики пальців 16 квітня 1943 року. Через три дні, 19 квітня (день відомий як День велосипеда, після його поїздки додому під впливом LSD), свідомо прийняв 250 мікрограмів і випробував більш інтенсивний ефект. Після того була проведена серія експериментів з LSD за участі самого Гофманна та його колег. Перші записи про ці досліди були зроблені 22 квітня того ж року.
Гофманн став директором відділення природних продуктів «Sandoz Laboratories» і почав вивчення галюциногенних речовин, знайдених у мексиканських грибах й інших рослинах, використовуваних аборигенами. Це привело його до синтезу псилоцибіна, активного агента багатьох «чарівних грибів». Гофманн також став цікавитися насіннями мексиканської іпомеї виду Rivea corymbosa, насіння якої називалися місцевими жителями Ololiuhqui. Він був здивований, виявивши, що активний елемент цих зернят хімічно схожий з LSD.
В 1962 році він і його дружина Аніта подорожували у південній Мексиці для пошуку рослини «Ska Maria Pastora» (Листя Марі-Пастушки), пізніше відомої як Salvia divinorum. Гофманн виявив зразки рослини, але не досяг успіху в ідентифікації активного компоненту — сальвінорину А.
Він називав LSD «ліками для душі» і був засмучений загальносвітовою забороною речовини, яка призвела до того, що LSD пішов у підпілля. «LSD успішно використовувався протягом 10 років у психоаналізі», — говорив він, додаючи, що препарат був «украдений» молодіжним рухом 60-х у США й потім невиправдано демонізований правлячими колами, до яких молодіжний рух був в опозиції. Він визнавав, що LSD може бути небезпечним у поганих руках.
Гофманн є автором більше 100 наукових праць й автором або співавтором декількох книг, включаючи його книгу «LSD — моя важка дитина», що є частково автобіографією й містить опис відомої велосипедної подорожі.
У свій 100-літній ювілей 11 січня 2006 року він став центральною фігурою міжнародного симпозіуму, присвяченого LSD.
У списку ста нині живих геніїв, опублікованому компанією Synectics на основі опитування, проведеного в 2007 році у Великій Британії, Альберт Гофманн посів перше місце.
Помер природною смертю у своєму будинку в Бурзі під Базелем 29 квітня 2008 року у віці 102 років.